# Запорожкокс
«Запорожко́кс» (укр. «Запоріжкокс») — одно из крупнейших коксохимических предприятий Украины, расположено в городе Запорожье.

## История
Запорожский коксохимический завод был построен в ходе индустриализации СССР с целью обеспечения потребностей в коксе «Запорожстали».
После начала Великой Отечественной войны в связи с приближением к городу линии фронта завод был эвакуирован на восток.
18 февраля 1980 на Запорожском коксохимическом заводе была введена в эксплуатацию коксохимическая батарея № 1 мощностью 1 млн тонн доменного сырья в год.
14 декабря 1982 года на Запорожском коксохимическом заводе была введена в эксплуатацию коксохимическая батарея № 2 мощностью 1 млн тонн кокса в год.
15 мая 1995 года Кабинет министров Украины принял решение о приватизации предприятия.
В августе 1997 года завод был включён в перечень предприятий, имеющих стратегическое значение для экономики и безопасности Украины.
К началу 1999 года крупнейшим пакетом акций предприятия в размере 48,85 % владело ЗАО «Инвестиционная компания „Трудинвест“», учредителями которой выступали 14 физических лиц, являвшихся руководителями ОАО «Запорожкокс». В дальнейшем, это закрытое акционерное общество (две трети уставного фонда) совместно с ОАО «Запорожкокс» (треть уставного фонда) создали ОАО «Торговый дом „Запорожкокс“», овладевшее 19,88 % акций завода.
К началу 2002 года акциями «Запорожкокс» владели 16 руководителей предприятия и 5 фирм, при этом 30 % акций было сосредоточено у ОАО «Запорожсталь».
Летом 2012 года с разрешения Антимонопольного комитета Украины контрольный пакет акций «Запорожкокс» перешёл в собственность голландской «Private Limited Liability Company Metinvest BV» (дочерней компании транснациональной горно-металлургической группы «Метинвест»).
В 2016 году общим собранием акционеров было принято решение о преобразовании формы собственности из «Публичного акционерного общества» в «Частное акционерное общество».
16 марта 2017 года на заводе произошел взрыв, в результате которого погибли 4 человека
.
С 1 ноября 2018 года предприятие возглавил экс-первый заместитель генерального директора — директор по производству ПАО «Запорожсталь» Третьяков Александр Борисович.
С 1 ноября 2018 года завод включен в санкционный список Российской Федерации.

## Современное состояние
52,4 % акций ЧАО «Запорожкокс» принадлежит группе «Метинвест» и 42,7 % — ПАО «Запорожсталь».

## Производственные и финансовые показатели
Объём экспорта в первом полугодии 2001 года — 51,5 млн гривен (10,191 млн долларов США).
Объём продукции в 2005 году составлял 1,8858 млн тонн кокса (5-е место на Украине — 10,0 %).
2011 год завод закончил с убытком 227,407 млн гривен, 2012 год — закончил с убытком 18,039 млн гривен.
В 2013 году завод произвёл 1,15 млн тонн кокса.
В январе-мае 2015 года завод сократил производство, за этот период было выпущено 430 тыс. тонн кокса.
В 2019 году завод произвёл 947 тыс. тонн кокса.
В 2020 году завод произвёл 977 тыс. тонн кокса.

## Дополнительная информация
Предприятие являлось спонсором одноимённого мини-футбольного клуба, который выступал в чемпионате Украины с 1998 по 2002 годы.